# Rieucros
Rieucros är en kommun i departementet Ariège i regionen Occitanien i södra Frankrike. Kommunen ligger  i kantonen Mirepoix som ligger i arrondissementet Pamiers. År 2022 hade Rieucros 720 invånare.

## Befolkningsutveckling
Antalet invånare i kommunen Rieucros
Referens: INSEE